# Чіп (корок)

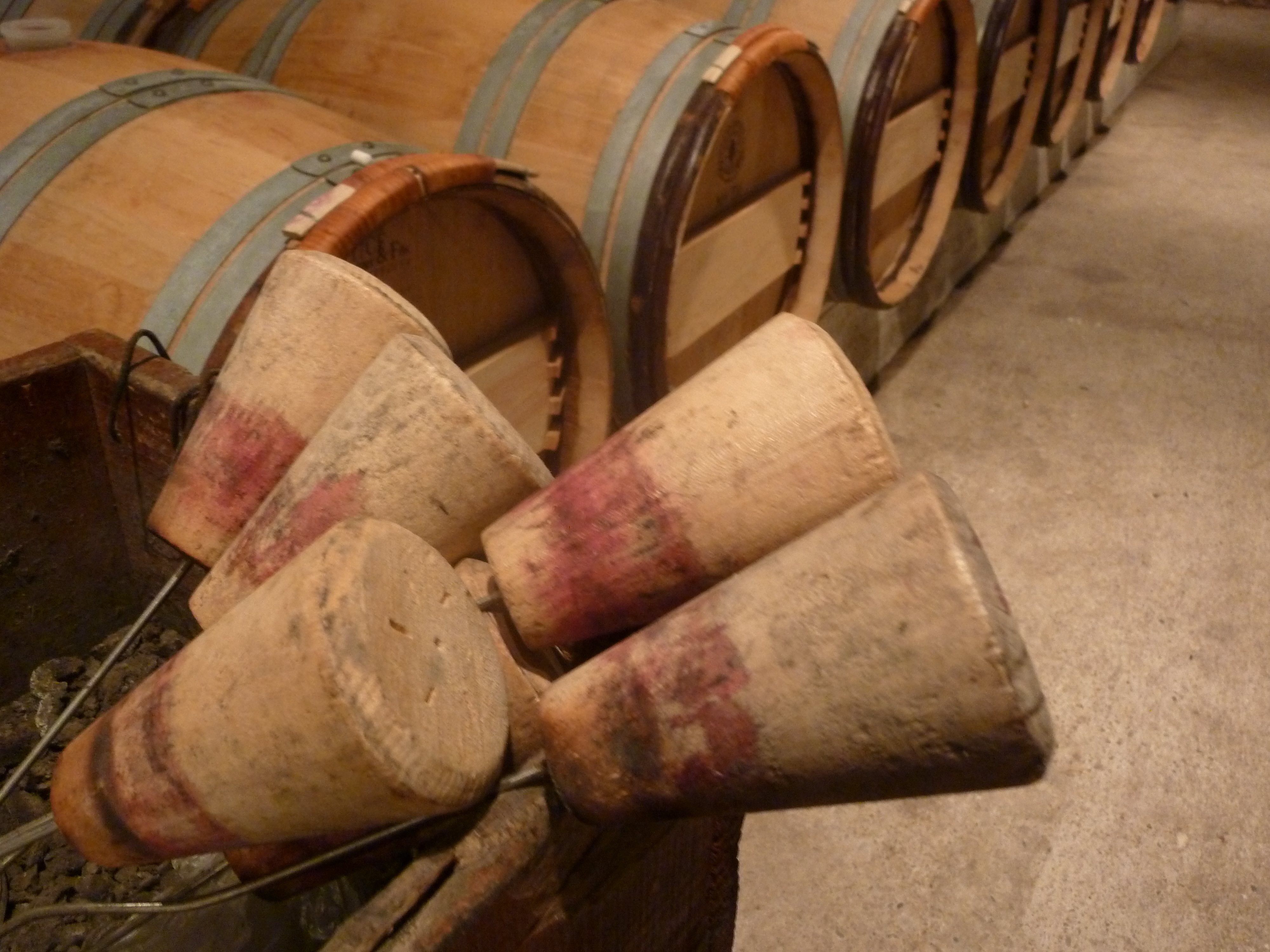
Дерев'яні чопи

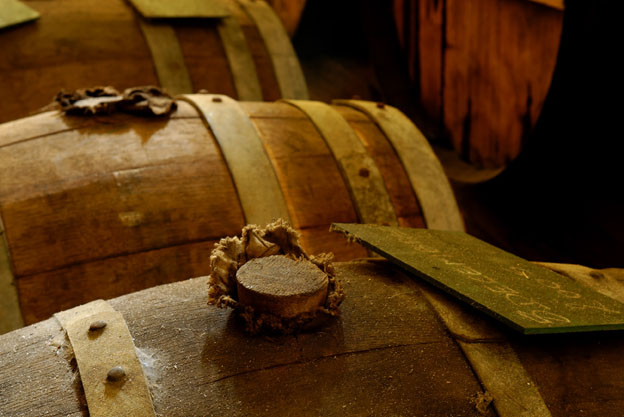
Закорковані чопами бочки

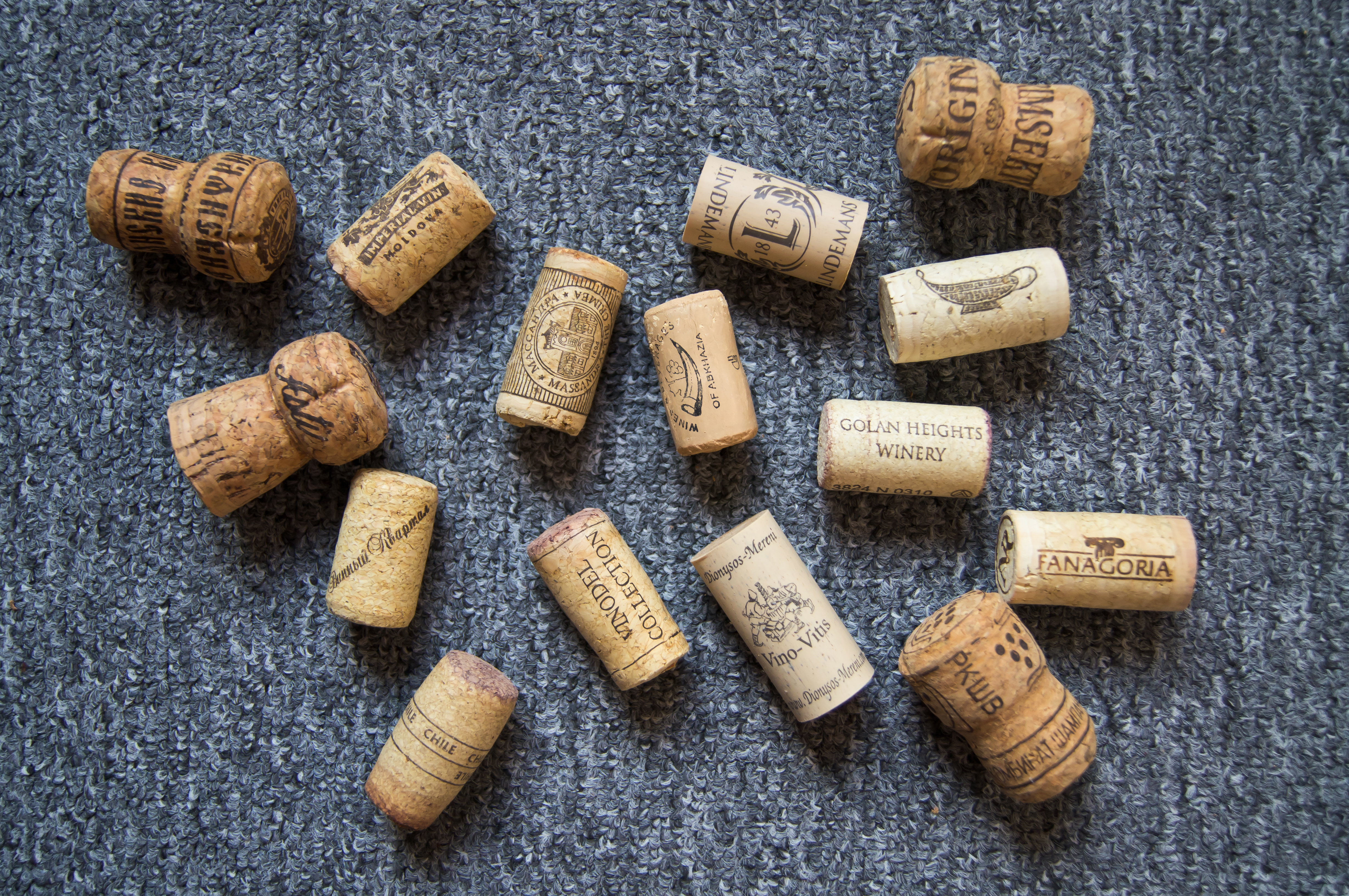

Чіп (прасл. *čepъ, можливо, від *čapati) — конусоподібна дерев'яна пробка для закорковування отвору в якійсь посудині, переважно в бочці. Зменшені форми — чопо́к, чопе́ць, чо́пик, чіпо́к, чопо́чок. Аналогічні пробки для винних пляшок роблять з натурального корку.
Чоповий отвір просвердлюють в одній з клепок після завершення складання бочки. Для герметичності чіп перед закоркуванням обгортають кружком матеріалу.
Для закорковування бочок з молодим вином використовують спеціальний чіп — шпунт.

## У культурі
Оскільки чопом затикали здебільшого ємності з хмільними напоями, то він символізує пиятику:
- Ходити до чопа — «пиячити»[4]
- Пити як чіп — «пити дуже багато»[4][2]
- П'яний як чіп — «зовсім сп'янілий»[4][2]
- Чоповий брат — те ж саме, що й горілчаний брат[6].

Окрім того, чіп асоціювався з дурістю («дурний як чіп»).

## Інші значення
У загальному сенсі «чіп» — «дерев'яний стрижень», «кілочок»: у будівництві це слово вживають (поряд з «шип») щодо виступу на деталі для з'єднання її з іншою, у діалектах «чопом», «чопиком» називається вісь, цапфа різних сільськогосподарських і хатніх знарядь (терлиці, верклюга, п'їл), кілочок-вішалка. Слово «чіп» у говорах вживалося як вигук, яким відганяли когось (замість «Геть!»).